# Operação Linda Nchi
Intervenção queniana na Somália, de codinome Operação Linda Nchi ("proteger o país"; em suaíli:  Linda Nchi), foi uma operação militar coordenada entre o exército queniano e as forças armadas da Somália, iniciada em 16 de outubro de 2011, quando as tropas do Quênia cruzaram a fronteira para as zonas de conflito no sul da Somália. Os soldados buscavam militantes da Al-Shabaab que teriam raptado vários turistas estrangeiros e trabalhadores humanitários no interior do Quênia. De acordo com o ministro das Relações Exteriores da Etiópia, a operação representou uma das etapas finais da insurgência islâmica da Guerra Civil Somali.